# 莊受祺
庄受祺，字衛生，江蘇陽湖縣人，清朝政治人物。

## 生平
道光二十年（1840年）庚子科進士。選庶吉士，散館授編修。道光二十七年（1847年）伴送琉球貢使回國，外放福建福寧府知府。道光二十八年（1848年）署漳州府、福州府知府。因丁父憂去職。咸豐二年（1852年）起複，為湖北荊州府知府。四年（1854年），改武昌府知府。咸豐八年（1858年）升湖北按察使，次年升布政使。官至浙江布政使。
工書法。